# Scott Martin
Scott Martin, född 12 oktober 1982, är en friidrottare från Australien. Han deltog vid olympiska sommarspelen 2008 och olympiska sommarspelen 2012.